# Liste der denkmalgeschützten Objekte in Matrei in Osttirol
Die Liste der denkmalgeschützten Objekte in Matrei in Osttirol enthält die 43 unbeweglichen denkmalgeschützten Objekte der Katastralgemeinden Matrei in Osttirol Markt und Matrei in Osttirol Land (Gemeinde Matrei in Osttirol) im Bezirk Lienz (Tirol).

## Denkmäler
| Foto |                 | Denkmal                                                                                                | Standort                                                                   | Beschreibung | Metadaten |
| ---- | --------------- | --- | -------------------------------------------------------------------------- | --- | --- |
| ja   | Datei hochladen | Altes Gerichtsgebäude HERIS-ID: 7151 Objekt-ID: 3041 TKK: 17047                                        | Gerichtsplatz 1 Standort KG: Matrei in Osttirol Markt                      | Das Gerichtsgebäude wurde zwischen 1530 und 1539 errichtet und um 1717 maßgeblich umgestaltet. Gotische und barocke Elemente prägen das Bauwerk, das bis 2002 als Bezirksgericht diente und heute als Polizeidienststelle, Grundbuchamt sowie für weitere Zwecke genutzt wird. | BDA-Hist.: Q854221 Status: § 2a Stand der BDA-Liste: 2025-06-30 Name: Altes Gerichtsgebäude (Museum) GstNr.: .100 Bezirksgericht Matrei in Osttirol                            |
| ja   | Datei hochladen | Ansitz Lasser, ehem. Ansitz der Lasser von Zollheim HERIS-ID: 7149 Objekt-ID: 3039 TKK: 17043seit 2012 | Hintermarkt 6 Standort KG: Matrei in Osttirol Markt                        | | BDA-Hist.: Q37950256 Status: Bescheid Stand der BDA-Liste: 2025-06-30 Name: Ansitz Lasser, ehem. Ansitz der Lasser von Zollheim GstNr.: .88 Ansitz Lasser (Matrei in Osttirol) |
| ja   | Datei hochladen | Kath. Pfarrkirche hl. Albanus HERIS-ID: 7132 Objekt-ID: 3022 TKK: 16955                                | bei Kirchplatz 1 Standort KG: Matrei in Osttirol Markt                     | Die römisch-katholische Pfarrkirche St. Alban in Matrei in Osttirol ist mit ihrem 86 Meter hohen Turm die größte Landkirche Tirols. Sie wurde dem heiligen Alban von Mainz geweiht. Trotz eines barocken Gesamteindrucks steht die Kirche architektonisch an der Wende vom Spätbarock hin zum Frühklassizismus. | BDA-Hist.: Q2082828 Status: § 2a Stand der BDA-Liste: 2025-06-30 Name: Kath. Pfarrkirche hl. Albanus GstNr.: 1 Matreier Pfarrkirche St. Alban                                  |
| ja   | Datei hochladen | Friedhof HERIS-ID: 7133 Objekt-ID: 3023 TKK: 104009                                                    | Kirchplatz 1 Standort KG: Matrei in Osttirol Markt                         | Das Alter des Matreier Friedhofes ist nicht belegt, erstmals wurde er 1615 in einer Urkunde genannt. Der Friedhof wird seit 1975 von der Gemeinde verwaltet und wurde 1978 sowie 1996/97 erweitert. Neben der Alten Totenkapelle, die im Zuge des Neubaus der Kirche 1785/86 errichtet wurde, verfügt der Friedhof über eine 1978 geschaffene Neue Friedhofskapelle. | BDA-Hist.: Q1457369 Status: § 2a Stand der BDA-Liste: 2025-06-30 Name: Friedhof GstNr.: 1 Friedhof Matrei in Osttirol                                                          |
| ja   | Datei hochladen | Widum HERIS-ID: 7136 Objekt-ID: 3026 TKK: 17044                                                        | Kirchplatz 1 Standort KG: Matrei in Osttirol Markt                         | Das Matreier Widum geht auf einen Vorgängerbau aus dem Jahr 1326 zurück. 1735 bis 1739 erfolgte der Neubau des Pfarrhofes. Der wuchtige, dreigeschoßige Kubus verfügt über Fresken aus dem dritten Viertel des 18. Jahrhunderts, illusionistische Architekturmalerei sowie Darstellungen der Kardinaltugenden. | BDA-Hist.: Q2568058 Status: § 2a Stand der BDA-Liste: 2025-06-30 Name: Widum GstNr.: 785 Widum Matrei                                                                          |
| ja   | Datei hochladen | Haus des Nationalparks Hohe Tauern, Altes Schulhaus HERIS-ID: 7137 Objekt-ID: 3027 TKK: 104166         | Kirchplatz 2 Standort KG: Matrei in Osttirol Markt                         | Das Gebäude wurde 1866 als Volksschule errichtet und wurde nach einem Brand im Jahr 1897 wiedererrichtet. Als Schulgebäude bis 1979 in Verwendung diente das Gebäude auch als Kaserne für den Ortsgendarmen, daneben waren auch die Gemeindeverwaltung, eine Bank bzw. Wohnungen für Lehrschwestern untergebracht. Seit 2001/02 dient das Gebäude als Sitz der Nationalparkverwaltung sowie Ausstellungsort. | BDA-Hist.: Q1523069 Status: § 2a Stand der BDA-Liste: 2025-06-30 Name: Haus des Nationalparks Hohe Tauern, Altes Schulhaus GstNr.: 786 Nationalparkhaus Matrei in Osttirol     |
| ja   | Datei hochladen | Freiheitskämpferdenkmal (Wallner-Panzl-Denkmal) HERIS-ID: 7135 Objekt-ID: 3025 TKK: 104167             | Kirchplatz 2, in der Nähe Standort KG: Matrei in Osttirol Markt            | Das Wallner-Panzl-Denkmal wurde 1909 in Gedenken an die Freiheitskämpfer Anton Wallner und Johann Panzl errichtet, die die Schützen im Kampf gegen die französischen Besatzer im Jahr 1909 anführten. Das Denkmal besteht aus einer Steinstele mit zwei Bronzereliefs der beiden Kämpfer von Virgil Rainer. | BDA-Hist.: Q1760753 Status: § 2a Stand der BDA-Liste: 2025-06-30 Name: Freiheitskämpferdenkmal (Wallner-Panz-Denkmal) GstNr.: 644/2                                            |
| ja   | Datei hochladen | Kriegerdenkmal HERIS-ID: 7134 Objekt-ID: 3024 TKK: 104012                                              | Kirchplatz 4, in der Nähe Standort KG: Matrei in Osttirol Markt            | Das Kriegerdenkmal wurde 1934 an der westlichen Umfassungsmauer für die Gefallenen und Vermissten des Ersten Weltkriegs errichtet und 1950 für die Toten des Zweiten Weltkrieges erweitert. Das Denkmal besteht aus vier Kupfertafeln mit den Namen der Opfer, die von zwei Wandlaternen flankiert werden. Bekrönt wird das Denkmal von einem kupfernen Adler von Arthur Sigmund. | BDA-Hist.: Q37950052 Status: § 2a Stand der BDA-Liste: 2025-06-30 Name: Kriegerdenkmal GstNr.: 644/2 Kriegerdenkmal Matrei in Osttirol                                         |
| ja   | Datei hochladen | Kapelle Mariahilf HERIS-ID: 7148 Objekt-ID: 3038 TKK: 16971                                            | Klaunz 21, südwestlich Standort KG: Matrei in Osttirol Markt               | Die barocke Kapelle Mariahilf wurde um 1700 erbaut und beherbergt eine Rokoko-Altar aus der Zeit um 1770. Sie befindet sich in exponierter Lage am Klaunzerberg. | BDA-Hist.: Q65344698 Status: § 2a Stand der BDA-Liste: 2025-06-30 Name: Kapelle Mariahilf GstNr.: .132 Klaunzkapelle                                                           |
| ja   | Datei hochladen | Lindenkreuz HERIS-ID: 7147 Objekt-ID: 3037 TKK: 17001                                                  | Lindenweg/Virgener Straße (Kreuzung) Standort KG: Matrei in Osttirol Markt | Das Lindenkreuz ist ein überdachtes Wegkreuz unter einer Linde an der Kreuzung des Lindenwegs mit der Virgener Straße. Es zeigt den gekreuzigten Corpus Christi mit der Schmerzensmutter und wurde in barocker Gestalt in der zweiten Hälfte des 18. Jahrhunderts geschaffen. | BDA-Hist.: Q37950244 Status: § 2a Stand der BDA-Liste: 2025-06-30 Name: Lindenkreuz GstNr.: 669/2 Lindenkreuz (Matrei in Osttirol)                                             |
| ja   | Datei hochladen | Bachkapelle St. Florian HERIS-ID: 7145 Objekt-ID: 3035 TKK: 16970                                      | bei Marstallweg 20 Standort KG: Matrei in Osttirol Markt                   | Die Bachkapelle wurde 1611 gegen Unwetter-, Brand- und Hochwassergefahr errichtet und wahrscheinlich Ende des 17. Jahrhunderts erweitert. Charakteristisch für die Bachkapelle ist ein monumentales Fresko der Schutzmantelmadonna aus dem Jahr 1958, das Innere der Kapelle wird von einem barocken Altar aus dem Ende des 17. Jahrhunderts dominiert. | BDA-Hist.: Q798192 Status: § 2a Stand der BDA-Liste: 2025-06-30 Name: Bachkapelle St. Florian GstNr.: .119                                                                     |
| ja   | Datei hochladen | Bildstock, Hatzler-, Kuhreiterstöckl HERIS-ID: 7140 Objekt-ID: 3030 TKK: 104157                        | bei Neumarktstraße 2 Standort KG: Matrei in Osttirol Markt                 | Der barocke Bildstock verfügt über ein Mariahilf-Gemälde des Cranach-Typus, zwei Putten, eine Pietà und eine Darstellung der heiligen Ottilie. | BDA-Hist.: Q37950207 Status: § 2a Stand der BDA-Liste: 2025-06-30 Name: Bildstock, Hatzler-, Kuhreiterstöckl GstNr.: 152/12 Bildstock Hatzlerstöckl (Matrei in Osttirol)       |
| ja   | Datei hochladen | Lourdeskapelle (Kapelle Neumarkt) HERIS-ID: 7144 Objekt-ID: 3034 TKK: 16968                            | neben Neumarktstraße 18 Standort KG: Matrei in Osttirol Markt              | Die Kapelle wurde in gotisierender Form in den Jahren 1903 bis 1904 errichtet. Die Lourdes-Grotte aus Tuffstein beherbergt die betende Bernadette vor der Gottesmutter. | BDA-Hist.: Q1872286 Status: § 2a Stand der BDA-Liste: 2025-06-30 Name: Lourdeskapelle (Kapelle Neumarkt) GstNr.: .159 Lourdeskapelle (Matrei in Osttirol)                      |
| ja   | Datei hochladen | Freiplastik hl. Johannes Nepomuk HERIS-ID: 7143 Objekt-ID: 3033 TKK: 17004                             | Pattergasse Standort KG: Matrei in Osttirol Markt                          | Die Brückenfigur des heiligen Johannes von Nepomuk befindet sich an der linken Seite des Schutzdammes des Bretterwandbaches bei der Brücke der Pattergasse. Die barocke Figur aus der Mitte oder der zweiten Hälfte des 18. Jahrhunderts ist in einer Vitrine in einer Mauernische untergebracht, wobei Johannes Nepomuk ein Kruzifix in Händen hält. | BDA-Hist.: Q37950227 Status: § 2a Stand der BDA-Liste: 2025-06-30 Name: Freiplastik hl. Johannes Nepomuk GstNr.: 687 Statue of John of Nepomuk (Matrei in Osttirol)            |
| ja   | Datei hochladen | Wegkapelle hl. Sebastian/Kreuzbichler-Kapelle HERIS-ID: 7142 Objekt-ID: 3032 TKK: 16982                | bei Proßeggweg 17a Standort KG: Matrei in Osttirol Markt                   | Bei der Kreuzbichler-Kapelle (auch Kreuzbichlstöckl) handelt es sich um die Kombination zweier Bildstocktypen auf den ehemaligen Pflegäckern des Kreuzbichls. Der nördliche Teil ist ein lichtsäulenartiger spätgotischer Tabernakelbildstock und wurde um 1450/1460 errichtet. Er hat einen oktogonaler Schaft und einen würfelförmigen Aufsatz mit vier Bildnischen mit Fresken, darüber ein weit vorkragendes, hohes schindelgedecktes Pyramidendach mit Kugel und Wetterfahne. Südlich wurde in der Mitte des 18. Jahrhunderts ein kleiner Kapellenbildstock mit hoher vergitterter Rundbogennische und steilem schindelgedecktem Satteldach angebaut. Im Giebel eine Inschriftenkartusche „SW 1745(?)“. | BDA-Hist.: Q37950219 Status: § 2a Stand der BDA-Liste: 2025-06-30 Name: Wegkapelle hl. Sebastian/Kreuzbichler-Kapelle GstNr.: 853 Kreuzbichler-Kapelle                         |
| ja   | Datei hochladen | Schloss Weißenstein HERIS-ID: 7152 Objekt-ID: 3042 TKK: 38668                                          | Tauerntalstraße 15 Standort KG: Matrei in Osttirol Markt                   | Schloss Weißenstein wurde Mitte des 12. Jahrhunderts als Burg gegründet. Die heute erhaltene Anlage stammt im Kern aus der ersten Hälfte des 13. Jahrhunderts und wurde vor allem in der zweiten Hälfte des 13. Jahrhunderts sowie in der ersten Hälfte des 16. Jahrhunderts gotisch bzw. spätgotisch erweitert. Sein heutiges Aussehen verdankt die Anlage der Umgestaltung in der zweiten Hälfte des 19. Jahrhunderts nach rheinländischem Vorbild hin zu einer „romantischen Burg“. | BDA-Hist.: Q21863922 Status: Bescheid Stand der BDA-Liste: 2025-06-30 Name: Schloss Weißenstein GstNr.: .126, 196, 197, 198 Schloss Weißenstein (Matrei in Osttirol)           |
| ja   | Datei hochladen | Maria Schnee-Kapelle HERIS-ID: 7218 Objekt-ID: 3108 TKK: 16959                                         | zwischen Außer- und Innergschlöß Standort KG: Matrei in Osttirol Land      | → Hauptartikel : Felsenkapelle (Matrei in Osttirol) f1 | BDA-Hist.: Q1404244 Status: § 2a Stand der BDA-Liste: 2025-06-30 Name: Maria Schnee-Kapelle GstNr.: .804 Felsenkapelle Gschlößtal                                              |
| ja   | Datei hochladen | St. Sebastian-Kapelle in Berg (Berger Kirchl) HERIS-ID: 7169 Objekt-ID: 3059 TKK: 16960                | bei Berg 22 Standort KG: Matrei in Osttirol Land                           | Die St. Sebastian Kapelle wurde im 18. Jahrhundert erbaut und stellt einen einfachen, breitgelagerten Kapellenbau mit schindelgedecktem Satteldach dar. Der Innenraum ist qualitätsvoll ausgestattet und beherbergt unter anderem einen Altar aus der Zeit um 1800 mit der Darstellung der heiligen Sebastian, Silvester und einer Ordensheiligen vor Maria als Fürbitterin. | BDA-Hist.: Q37950738 Status: § 2a Stand der BDA-Liste: 2025-06-30 Name: St. Sebastian-Kapelle in Berg (Berger Kirchl) GstNr.: .545/5                                           |
| ja   | Datei hochladen | Jakoberhof HERIS-ID: 61976 Objekt-ID: 74472                                                            | Bichl 3 Standort KG: Matrei in Osttirol Land                               | | BDA-Hist.: Q38098195 Status: Bescheid Stand der BDA-Liste: 2025-06-30 Name: Jakoberhof GstNr.: .376, .377 Jakoberhof, Bichl bei Matrei                                         |
| ja   | Datei hochladen | Ortskapelle Herz-Jesu-Kapelle in Bichl HERIS-ID: 7153 Objekt-ID: 3043 TKK: 16973                       | gegenüber Bichl 7 Standort KG: Matrei in Osttirol Land                     | Die Kapelle wurde nach 1885 errichtet und verfügt über einen leicht eingezogenen Rundbogenchor. Über dem steilen schindelgedeckten Satteldach erhebt sich an der Portalseite ein ebenfalls schindelgedeckter Dachreiter. Das Innere der Kapelle wird durch den kleinen Altar geprägt, der aus der ersten Hälfte des 19. Jahrhunderts stammt. Das Altarbild zeigt eine Herz-Jesu-Darstellung, die 1876 von Johann Hinter angefertigt wurde. | BDA-Hist.: Q37950325 Status: § 2a Stand der BDA-Liste: 2025-06-30 Name: Ortskapelle Herz-Jesu-Kapelle in Bichl GstNr.: .718 Herz-Jesu-Kapelle (Bichl)                          |
| ja   | Datei hochladen | Ortskapelle Allerheiligen HERIS-ID: 7158 Objekt-ID: 3048 TKK: 16977                                    | gegenüber Feld 4 Standort KG: Matrei in Osttirol Land                      | | BDA-Hist.: Q37950458 Status: § 2a Stand der BDA-Liste: 2025-06-30 Name: Ortskapelle Allerheiligen GstNr.: .1079 Ortskapelle Allerheiligen, Feld                                |
| ja   | Datei hochladen | Kath. Filialkirche St. Nikolauskirche HERIS-ID: 7162 Objekt-ID: 3052 TKK: 16956                        | Ganz Standort KG: Matrei in Osttirol Land                                  | Der heute bestehende Bau wurde im 12. oder frühen 13. Jahrhundert errichtet, geht jedoch auf einen wesentlich älteren Vorgängerbau zurück. Besonders bedeutend sind die wertvollen romanische Fresken in der Kirche. | BDA-Hist.: Q2322044 Status: § 2a Stand der BDA-Liste: 2025-06-30 Name: Kath. Filialkirche St. Nikolauskirche GstNr.: .320 St. Nikolaus (Matrei)                                |
| ja   | Datei hochladen | Kornkasten HERIS-ID: 7165 Objekt-ID: 3055 TKK: 17105                                                   | Ganz 3 Standort KG: Matrei in Osttirol Land                                | Der Kornkasten der Bauernhöfe Ganz Nr. 3 und Nr. 5 wurde im 17. Jahrhundert errichtet, wobei auf einem Stein die Bezeichnung „1626“ erhalten ist. Der materiell getrennte Speicher wurde vor 1700 zu einem Doppelkasten erweitert, wobei der nördliche Bauteil der ältere ist. | BDA-Hist.: Q37950709 Status: Bescheid Stand der BDA-Liste: 2025-06-30 Name: Kornkasten GstNr.: .342 Kornkasten (Ganz 3/5)                                                      |
| ja   | Datei hochladen | Bauernhof Klabiner HERIS-ID: 7163 Objekt-ID: 3053 TKK: 17106                                           | Ganz 14 Standort KG: Matrei in Osttirol Land                               | Beim Bauernhof Klabiner handelt es sich um eine bedeutende Osttiroler Paarhofanlage mit einem Brunnenhäuschen aus dem 17. Jahrhundert. Die Anlage besteht aus einem, weitgehend aus dem 17. Jahrhundert erhaltenen, zweigeschoßigen Wohnhaus, einem Wirtschaftsgebäude aus dem späten 18. Jahrhundert und einem Brunnenhäuschen. | BDA-Hist.: Q811276 Status: Bescheid Stand der BDA-Liste: 2025-06-30 Name: Bauernhof Klabiner GstNr.: 2065 Bauernhof Klabiner                                                   |
| ja   | Datei hochladen | Bauernhof Messner HERIS-ID: 7164 Objekt-ID: 3054 TKK: 17109                                            | Ganz 15 Standort KG: Matrei in Osttirol Land                               | Beim Bauernhof Messner, einem Einhof mit freistehendem Kornkasten, handelt es sich um das Geburtshaus des Bildhauers Virgil Rainer. Das Gebäude wurde 1789 errichtet und 1865 aufgestockt und als quergeteilter Einhof mit firstquerendem „Hof“ zwischen dem Wohn- und Wirtschaftsteil konzipiert. | BDA-Hist.: Q811275 Status: Bescheid Stand der BDA-Liste: 2025-06-30 Name: Bauernhof Messner GstNr.: 2069 Messnerhof                                                            |
| ja   | Datei hochladen | Kornkasten des Messnerhofes HERIS-ID: 39949 Objekt-ID: 39805 TKK: 17110                                | Ganz 15 Standort KG: Matrei in Osttirol Land                               | Der Kornkasten des Messner-Hofes stammt vermutlich aus dem 18. Jahrhundert. | BDA-Hist.: Q98526700 Status: Bescheid Stand der BDA-Liste: 2025-06-30 Name: Kornkasten d. Messnerhofes GstNr.: 2069 Kornkasten Messner                                         |
| ja   | Datei hochladen | Herz-Jesu-Kirche HERIS-ID: 7176 Objekt-ID: 3066 TKK: 16957                                             | Huben 1 Standort KG: Matrei in Osttirol Land                               | Die zur Matreier Pfarrkirche gehörende Kaplaneikirche zum Heiligsten Herzen Jesu liegt an der Einfahrt ins Defereggental in Huben. Nachdem die Errichtung einer Kirche mehrfach gescheitert war, wurde die Herz-Jesu-Kirche zwischen 1925 und 1929 nach Plänen des Architekten Lois Welzenbacher erbaut. | BDA-Hist.: Q1509974 Status: § 2a Stand der BDA-Liste: 2025-06-30 Name: Herz-Jesukirche GstNr.: .845 Filialkirche Huben                                                         |
| ja   | Datei hochladen | Gendarmerie, ehem. Arzthaus HERIS-ID: 7178 Objekt-ID: 3068 TKK: 17060                                  | Huben 4 Standort KG: Matrei in Osttirol Land                               | | BDA-Hist.: Q37951242 Status: Bescheid Stand der BDA-Liste: 2025-06-30 Name: Gendarmerie, ehem. Arzthaus GstNr.: 4073 Huben, Gendarmerie                                        |
| ja   | Datei hochladen | Bauernhofanlage Bichlerhof auf Stein HERIS-ID: 7157seit 2022                                           | Kaltenhaus 3 Standort KG: Matrei in Osttirol Land                          | Der Bichlerhof ist einer der wenigen zu Erbrecht verliehenen, spätmittelalterlichen Schwaighöfe in exponierter Lage auf einer Felsschulter über dem Tauerntal. Urkundlich ist er 1437 und 1448 belegt, weitere Nennungen erfolgten um 1530, 1560 und 1592. Die Paarhofanlage hat einen Kornkasten und eine abseits gelegene Getreidemühle. Das Wohnhaus mit Mittelflurgrundriss wurde einheitlich in den Jahren zwischen 1721 (Dendrodatierung) und 1723 (Bauinschrift an der Firstpfette) errichtet, Umbauten und Reparaturen erfolgten im 19. und 20. Jahrhundert. Der zweigeschoßige barockzeitliche Blockbau steht auf einen Bruchsteinfundament und hat ein schindelgedecktes Satteldach, eine schlichte Außenarchitektur mit Söller und fünfachsiger Südfront. In der Rauchküche befindet sich ein gemauerter, offener Herd, ein Boden mit Steinplatten und ein Schiebefenster in der Blockwand. In der Stube Leistengetäfel, ein gemauerter Tonnenofen und eingebaute Wandschränke. Nordseitig schließt das Wirtschaftsgebäude an das Wohnhaus an. Der doppelgeschoßige Blockbau mit Legschindeldach ist in zwei Bauphasen entstanden, der ältere, hangseitige Teil (Dendrodatierung 1689/1690) wurde talwärts in den Jahren zwischen 1718 (Dendrodatierung) und 1721 (Bauinschrift) erweitert. Geschoßweise Trennung von Stall im Erdgeschoß und Tenne im Obergeschoß. Talseitig südwestlich des Wohnhauses ein auf Pfosten gestelzter, zweigeschoßig in Kantblockbau gezimmerter Kornkasten unter brettergedecktem Blockpfettendach. Am traufseitigen Türsturz befindet sich die Bauinschrift P 17 IHS 64 ST, das Baujahr 1764 ist dendrochronologisch bestätigt. Die etwas abseits gelegene Getreidemühle ist ein eingeschoßiger, talseitig gestelzter Kantblockbau mit flachem, schindelgedecktem Ansdach. Der Mahlgang wurde mit einem oberschlächtigen Wasserrad angetrieben, die Mühle stammt vermutlich aus der ersten Hälfte des 19. Jahrhunderts. Der Bauernhof wurde dem Verfall preisgegeben und im Juli 2023 abgerissen. | BDA-Hist.: Q120577361 Status: Bescheid Stand der BDA-Liste: 2025-06-30 Name: Bauernhofanlage Bichlerhof auf Stein GstNr.: .8/1, 51/1 Bauernhof Kaltenhaus 3                    |
| ja   | Datei hochladen | Kienburg HERIS-ID: 7174 Objekt-ID: 3064 TKK: 17042                                                     | Kienburg 7, in der Nähe Standort KG: Matrei in Osttirol Land               | Die Kienburg wurde im 12. Jahrhundert errichtet und mehrmals erweitert. Nach einem Brand 1579 wurde die Burg nur notdürftig instand gesetzt und verfiel in der Folge immer mehr. Weitere Zerstörungen entstanden durch Erschütterungen von Bombenabwürfen 1944. | BDA-Hist.: Q1012652 Status: Bescheid Stand der BDA-Liste: 2025-06-30 Name: Kienburg GstNr.: 1530/2 Ruine Kienburg                                                              |
| ja   | Datei hochladen | Hofkapelle hl. Josef HERIS-ID: 7179 Objekt-ID: 3069 TKK: 16980                                         | bei Kienburg 16 Standort KG: Matrei in Osttirol Land                       | | BDA-Hist.: Q37951298 Status: Bescheid Stand der BDA-Liste: 2025-06-30 Name: Hofkapelle hl. Josef GstNr.: .235 Kienburg, Hofkapelle hl. Josef                                   |
| ja   | Datei hochladen | St. Chrysant-Kapelle HERIS-ID: 7182 Objekt-ID: 3072 TKK: 16976                                         | bei Klausen 17 Standort KG: Matrei in Osttirol Land                        | | BDA-Hist.: Q37951356 Status: § 2a Stand der BDA-Liste: 2025-06-30 Name: St. Chrysant-Kapelle GstNr.: .164/2 St. Chrysant-Kapelle (Klausen)                                     |
| ja   | Datei hochladen | St. Anna-Kapelle HERIS-ID: 7189 Objekt-ID: 3079 TKK: 16962                                             | bei Proßegg 5a Standort KG: Matrei in Osttirol Land                        | Bei der Annakapelle handelt es sich um eine turmlose, kleine Kapelle, die 1881 am alten Tauerntalweg errichtet wurde. Das Altärchen stammt aus der zweiten Hälfte des 19. Jahrhunderts, das Altarbild zeigt die heilige Anna, wie sie Maria das Lesen lehrt. | BDA-Hist.: Q37951614 Status: § 2a Stand der BDA-Liste: 2025-06-30 Name: St. Anna-Kapelle GstNr.: 4966 Prossegg St.-Anna-Kapelle                                                |
| ja   | Datei hochladen | Bauernhof Lagner HERIS-ID: 7192 Objekt-ID: 3082                                                        | Raneburg 4 Standort KG: Matrei in Osttirol Land                            | 1448 als Schwaighof „Rannburg“ urkundlich erwähnt. Das geschlossene Ensemble aus drei, teilweise nur noch temporär bewohnten Höfen liegt an der Sohle des Tauerntales. Beim Bauernhof Lagner handelt es sich um einen im Kern barocken Paarhof mit einem freistehenden Kleintierstall, wobei das zweigeschoßige Wohnhaus mit Mittelflurgrundriss aus dem 18. Jahrhundert stammt. Das Wohngebäude mit ebenerdigem Anbau verfügt über ein legschindelgedecktes Blockpfettendach, Obergeschoßsöller und barocke Fassadendetails. Das Wirtschaftsgebäude wurde vermutlich im 19. Jahrhundert geschaffen, der Ziegenstall im 18. Jahrhundert. | BDA-Hist.: Q37951877 Status: Bescheid Stand der BDA-Liste: 2025-06-30 Name: Bauernhof Lagner GstNr.: 3328                                                                      |
| ja   | Datei hochladen | Bauernhof Unter-Taunterer HERIS-ID: 7193 Objekt-ID: 3083 TKK: 17070                                    | Raneburg 5 Standort KG: Matrei in Osttirol Land                            | Der Bauernhof Unter-Taunterer ist ein typischer Osttiroler Paarhof in der Form der ersten Hälfte des 19. Jahrhunderts. Beim Wohngebäude handelt es sich um einen zweigeschoßigen Bau mit Seitenflurgrundriss unter einem schindelgedeckten Blockpfettendach. Parallel dazu wurde das Wirtschaftsgebäude mit einem schindelgedeckten Pfettendach errichtet. Es stammt mit seinem Bruchsteinfundament und seiner kombinierten Holzbauweise vermutlich aus der ersten Hälfte des 19. Jahrhunderts. | BDA-Hist.: Q37951922 Status: Bescheid Stand der BDA-Liste: 2025-06-30 Name: Bauernhof Unter-Taunterer GstNr.: .519, .520/1 Raneburg 5                                          |
| ja   | Datei hochladen | Bauernhaus Wirtler HERIS-ID: 7194 Objekt-ID: 3084 TKK: 17072                                           | Raneburg 6 Standort KG: Matrei in Osttirol Land                            | Beim Bauernhof Wirtler handelt es sich um einen quergeteilten Einhof aus der Mitte des 19. Jahrhunderts. Der dreigeschoßige Kantblockbau wurde über einem rechteckigen Grundriss errichtet und mit einem schindelgedeckten Pfettendach ausgestattet. | BDA-Hist.: Q37951971 Status: Bescheid Stand der BDA-Liste: 2025-06-30 Name: Bauernhaus Wirtler GstNr.: .520/2                                                                  |
| ja   | Datei hochladen | Hofkapelle zur Schmerzhaften Muttergottes (Trattnerstöckl) HERIS-ID: 7196 Objekt-ID: 3086 TKK: 16975   | Seblas 10a Standort KG: Matrei in Osttirol Land                            | | BDA-Hist.: Q37952046 Status: § 2a Stand der BDA-Liste: 2025-06-30 Name: Hofkapelle zur Schmerzhaften Muttergottes (Trattnerstöckl) GstNr.: .150/3 Trattnerstöckl (Seblas)      |
| ja   | Datei hochladen | Ehem. Mauthaus HERIS-ID: 7195 Objekt-ID: 3085 TKK: 17052                                               | Seblas 25 Standort KG: Matrei in Osttirol Land                             | Das Gasthaus Brühl wurde im 19. Jahrhundert von einem Südtiroler Weinhändler errichtet, der den Keller des Hauses als Weinlager nützte. Mit dem Ausbau der Iseltalstraße wurde das Gebäude als Maut- und Gasthaus benutzt. | BDA-Hist.: Q1495424 Status: Bescheid Stand der BDA-Liste: 2025-06-30 Name: Ehem. Mauthaus GstNr.: 1870/19                                                                      |
| ja   | Datei hochladen | Alte Prager Hütte (Prager Hütte am Kesselkopf) HERIS-ID: 111734 Objekt-ID: 129730 TKK: 34655seit 2012  | Tauer Standort KG: Matrei in Osttirol Land                                 | Die Hütte wurde 1872 von der Sektion Prag erbaut und nach der Zerstörung durch eine Lawine 1877 wiedererrichtet. | BDA-Hist.: Q436129 Status: Bescheid Stand der BDA-Liste: 2025-06-30 Name: Alte Prager Hütte (Prager Hütte am Kesselkopf) GstNr.: 4558 Alte Prager Hütte                        |
| ja   | Datei hochladen | Ortskapelle hl. Bartholomäus (Getauerkirchl) beim Tauernhaus HERIS-ID: 7200 Objekt-ID: 3090 TKK: 16958 | bei Tauer 22 Standort KG: Matrei in Osttirol Land                          | | BDA-Hist.: Q37952220 Status: Bescheid Stand der BDA-Liste: 2025-06-30 Name: Ortskapelle hl. Bartholomäus (Getauerkirchl) beim Tauernhaus GstNr.: 4960 Getauerkirchl            |
| ja   | Datei hochladen | Neue Prager Hütte HERIS-ID: 112282 Objekt-ID: 130372 TKK: 104169seit 2014                              | Tauer 70 Standort KG: Matrei in Osttirol Land                              | → Hauptartikel : Neue Prager Hütte f1 | BDA-Hist.: Q1655423 Status: Bescheid Stand der BDA-Liste: 2025-06-30 Name: Neue Prager Hütte GstNr.: 3682/1, .806 Neue Prager Hütte                                            |
| ja   | Datei hochladen | Votivbilder HERIS-ID: 7159 Objekt-ID: 3049 TKK: 104165                                                 | Waier Standort KG: Matrei in Osttirol Land                                 | Östlich der Zeller Iselbrücke befinden sich vier überdachte Wegzeichen mit Votivbildern. Diese erinnern an einen verunglückten Holzarbeiter, zwei ertrunkene Kinder, und ein Lawinenopfer, wobei sich die Unglücke zwischen 1863 und 1924 ereigneten. Das vierte Votivbild beinhaltet eine Anrufung Marias um Schutz für das Dorf. | BDA-Hist.: Q37950534 Status: § 2a Stand der BDA-Liste: 2025-06-30 Name: Votivbilder GstNr.: 4330 Wegkreuze Zeller Iselbrücke                                                   |
| ja   | Datei hochladen | Ortskapelle Hl. Dreifaltigkeit HERIS-ID: 7219 Objekt-ID: 3109 TKK: 16965                               | neben Zedlach 2 Standort KG: Matrei in Osttirol Land                       | Die Kapelle wurde nach 1715 errichtet und in den 1970er Jahren umgestaltet und erweitert. Das Gebäude beherbergt einen qualitätvollen Rokokoaltar aus der Mitte des 18. Jahrhunderts, das Altarblatt zeigt die Krönung Mariä durch die Heilige Dreifaltigkeit. | BDA-Hist.: Q37952527 Status: § 2a Stand der BDA-Liste: 2025-06-30 Name: Ortskapelle Hl. Dreifaltigkeit GstNr.: .964 Dreifaltigkeitskapelle, Zedlach                            |